# Senna tora
Espèce
Senna tora, le Sené sauvage, est une espèce de plantes à fleurs de la famille des Fabaceae, sous-famille des Caesalpinioideae. Son nom provient du singhalais « tora » (තෝර, en hindi : चकूंदा ; ISO 15919 : cakūndā). Sa culture est très ancienne et son origine inconnue, bien que probablement située en Asie du Sud. Elle est souvent confondue avec Senna obtusifolia et Senna occidentalis.

## Description
Senna tora est une plante herbacée annuelle qui atteint 30 à 90 centimètres de haut, avec des feuilles alternes, portant des folioles opposés, obovales. Les fleurs sont groupées par deux, et sont composées de cinq pétales jaunes. Les étamines sont de taille inégale. Le fruit est un légume de 10 à 15 cm de long et comporte entre 30 et 50 graines.

## Toxicité
Senna tora contient des glycosides d'anthraquinone.

## Utilisations
Senna tora est employé traditionnellement pour ses propriétés médicinales variées (ophtalmiques[pas clair], anti-inflammatoires, etc.).
En médecine chinoise (决明 / 決明, juémíng ou 小决明 / 小決明, xiǎo juémíng, « Petite sené »), les graines sont consommées en infusion (决明子茶 / 決明子茶, juémíng zǐ chá) pour leur bienfaits ophtalmiques. On le consomme également dans une infusion mélangeant ses graines avec des fleurs de chrysanthème (决明子菊花茶, juémíng zǐ júhuā chá)

## Taxonomie
Elle a été décrite par Carl von Linné sous le nom de Cassia tora.